# 卍海宗珊
卍海宗珊（まんかい そうさん）は、江戸時代中期の曹洞宗の僧。俗姓は増田。別号に恒堂。父は増田姓。母は福井氏。
卍山道白の法嗣である三洲白龍の法を嗣ぎ、卍山が開創した京都源光庵五世や、京都安正寺二世（妙玄院）、信濃光厳寺八世を歴任した。『鷹峯卍山和尚広録』（『卍山広録』）の刊行の幹事、『妙玄白龍和尚語録』の編述、『宗統復古志』の筆受・刊行などが主な業績として挙げられる。また語録に『卍海宗珊和尚語録』（『卍海語録』）がある。

## 経歴・人物

### 三州白龍の法嗣として
京都に生まれる。享保元年（1716年）の秋、曹洞宗の寺院源光庵の三州白龍のもとに投ず。同13年（1728年）の春、隠之道顕の江戸妙喜庵に参じ、梵林（桂巌梵林）や晣賢（晣賢黙伝・戒光折賢）等と法友となり掛錫する。同14年（1729年）、加賀の宝円寺の大用慧照に参じ、戒脈を相承する。同15年（1730年）の春、加賀の大乗寺の大機行休に参ずるが大機は示寂する。同年秋、三洲が大乗寺の後席となり、随身として仕える。同17年（1732年）の冬、三洲の『鷹峯卍山和尚広録』（『卍山広録』）の刊行を発願、卍海はその幹事となり、約10年で刊行する。同18年（1733年）、三洲の印証を授かる。元文2年（1737年）の冬、加賀の浄明寺の覚岸白明の安居に赴く。同年秋、越前国の永平寺に瑞世拝登する。のち京都の妙玄庵（現在は廃寺）に8-9年住み、『宗統復古志』を筆受した。

### 源光庵住持として
延享3年（1746年）の春、源光庵四世の覚城請詢の後を継ぎ、源光庵五世となる。同4年（1747年）、僧堂を建て結制し安居する。同年、開堂演法および源光庵一世卍山道白の33回忌を厳修する。寛延3年（1750年）、随意会を発足。同年冬に帰山し、小参説法をする。宝暦2年（1752年）の夏、結制し安居する。道元禅師の五百回遠忌において大蔵経を厳修する。以後3,4年に一度、禅戒を盛んに行う。同5年（1755年）の冬、源光庵の葺き替えを行う。同9年（1759年）の秋、源光庵の大殿を方丈とし、庫堂を拡張する。

### 師・三州の遷化
宝暦10年（1760年）4月8日三洲、遷化する。同12年（1762年）の夏、妙玄庵において戒師に勤しむ。同13年（1763年）、万徳殿、応真閣を建てる。同年厳修した卍山の50回忌には約1600人の雲水僧が集った。明和二年（1765年）、河内の龍光へ戒会に赴く。同年夏の末に帰山する。同3年（1766年）9月、門徒に上堂を請われ、これを受ける。同年の年末に微恙を示す。同4年（1767年）1月8日、病臥し侍者に遺偈を示す。同月11日、示寂する。